# Mjösund och Västersjön
Mjösund och Västersjön var till och med 2005 en av SCB avgränsad och namnsatt småort i Lilla Edets kommun i Västra Götalands län. Den omfattade bebyggelse i de två sammanväxta byarna vid sjön Västersjön i Västerlanda socken. Från 2010 uppfylls inte kraven på småort.
1. 1 2 3  Småorternas landareal, folkmängd och invånare per km² 2005 och 2010, korrigerad 2012-10-15, SCB, 15 oktober 2012, läs online, läst: 9 juli 2016.[källa från Wikidata]
2. ↑  Kodnyckel för SCB:s statistiska tätorter och småorter - Koppling mellan gammalt och nytt kodsystem, SCB, 11 november 2021, läs online.[källa från Wikidata]